# Милятинський Завод
Милятинський Завод (рос. Милятинский Завод) — залізнична станція в Барятінському районі Калузької області Російської Федерації.
Населення становить 14 осіб. Входить до складу муніципального утворення Сільське поселення присілок Бахмутово.

## Історія
У 1929-1937 року населений пункт належав до Сухиницького округу Західної області. Відтак, у 1937-1944 роках належав до Смоленської області, від 1944 року в складі Калузької області.
Від 2004 року входить до складу муніципального утворення Сільське поселення присілок Бахмутово.

## Населення
| 2002 | 2010 |
| ---- | ---- |
| 10   | ↗14  |